# HD54908
HD54908 — хімічно пекулярна зоря спектрального класу A0, що має видиму зоряну величину в смузі V приблизно  8,0.
Вона  розташована на відстані близько 428,6 світлових років від Сонця.

## Пекулярний хімічний вміст
Зоряна атмосфера HD54908 має підвищений вміст 
Si
.